# Патрік Кюль
Патрік Кюль (нім. Patrick Kühl, 26 березня 1968) — німецький плавець.
Призер Олімпійських Ігор 1988 року, учасник 1992 року.
Призер Чемпіонату Європи з водних видів спорту 1987, 1989, 1991 років.